# Wolfgang Boehm (Mathematiker)
Wolfgang Boehm (Böhm) (* 12. Mai 1928 in Danzig; † 1. Mai 2018) war ein deutscher Mathematiker. 

## Leben
Boehm studierte, promovierte und habilitierte sich an der TU Berlin. 1965 nahm er einen Ruf an die TU Braunschweig an. Er war Mitbegründer des Computer Aided Geometric Design (kurz: CAGD) in Deutschland und war Gastprofessor am Rensselaer Polytechnic Institut in Troy, an der Universität Nordwestchinas in Xi’an und der Universidad Central de Venezuela in Caracas. Er war Mitbegründer und Senior-Editor der internationalen Zeitschrift CAGD und seit Mitte der 1990er Jahre im Ruhestand.

## Bedeutung
Wolfgang Boehm zählte zu den internationalen Pionieren des CAGD und der Geometrischen Modellierung. Er war Verfasser mehrerer Grundlagenwerke und Artikel über Angewandte Geometrie und Geometrie im CAD; seine Monographien haben mehrere Auflagen und Übersetzungen erfahren.  Boehms Buch über geometrische Konzepte vermittelt einfühlsam geometrisches Denken, wie es jeder Mathematiker oder Ingenieur kennengelernt haben sollte.
Schon 1952 gab er einen überraschend einfachen geometrischen Beweis der Fadenkonstruktion für Flächen zweiter Ordnung. 
1980 entdeckte er, dass der De-Boor-Algorithmus auch Knoten einzufügen vermag.
Boehm gilt als wissenschaftlicher Entdecker von Paul de Casteljau, dessen Arbeiten die wissenschaftliche Grundlage für die Darstellung von Kurven und Flächen in der industriellen Fertigung (Numerical Control) wurden.
1993 entdeckte er J.C.F. Haase als den Vorläufer des rekursiven Konstruktions-Algorithmus für rationale Bézier-Kurven.

## Veröffentlichungen
- Die Fadenkonstruktion der Flächen zweiter Ordnung.  Diplomarbeit. TU Berlin 1952.
- Wolfgang Böhm et al.: Einführung in die Methoden der numerischen Mathematik. Vieweg, Braunschweig 1977 (chinesische Übersetzung: Ministerium für Erziehung und Wissenschaft, Peking 1987).
- Inserting new knots into B-spline curves, computer-aided design. 12, 1980, S. 199–291.
- Wolfgang Boehm et al.: A survey of curve and surface methods in CAGD. In: Comput. Aided Geom. Des. 1, 1984, S. 1–60.
- mit Hartmut Prautzsch, Methoden der numerischen Mathematik. Vieweg, Braunschweig 1985 (englische Übersetzung: Numerical methods. Peters, Wellesley, MA 1993 und Universities Press, Hyderabad 2005 und 2009).
- An affine representation of de Casteljau's and de Boor's rational algorithms. In: Comput. Aided Geom. Des. 10, 1993, S. 175–180.
- mit Hartmut Prautzsch, Geometric concepts for geometric design. Peters, Wellesley, MA 1994.
- mit Andreas Müller, On de Casteljau's algorithm. In: Comput. Aided Geom. Des.. 16, 1999, S. 587–605.
- mit Hartmut Prautzsch et al.: Bézier and B-spline techniques. Springer, Berlin 2002 (spanische Übersetzung: Métodos de Bézier y B-splines. Univitäts-Verlag, Karlsruhe 2005).